# 红岩革命纪念馆
红岩革命纪念馆，位于重庆市渝中区红岩村52号，隶属重庆红岩联线文化发展管理中心（重庆红岩革命历史博物馆）。

## 简介
早在1951年至1955年间，西南博物院便筹设“五馆一所”即历史馆、自然馆、革命馆、美术工艺馆、民族馆以及独立的研究所。1954年底，西南大区撤销。1955年6月西南博物院更名为重庆市博物馆。1955年，重庆市博物馆在八路军重庆办事处旧址筹建红岩革命纪念馆。历经3年筹建和重庆市博物馆代管，1958年5月1日红岩革命纪念馆正式对外开放。该馆的建成开放使原西南博物院规划的“五馆”中的“革命馆”变为现实。馆名“红岩革命纪念馆”是1959年由董必武题写。1964年，红岩革命纪念馆脱离重庆市博物馆独立，成为重庆市独立的文博单位。
1999年3月，红岩革命纪念馆新馆动工建设。2000年，该工程被重庆市人民政府定为为民办实事十大重点建筑项目之一，被重庆市质监总站评为优良工程。2001年6月29日，红岩革命纪念馆新馆开馆暨《千秋红岩——中共中央南方局历史陈列》开展。新馆占地面积1,780平方米，建筑面积5,300平方米，展厅面积4,900平方米。是半山坡上的一座倒梯形建筑，外墙采用一万多块红色花岗岩干挂而成，整栋建筑自下而上层层向外向上倾斜，象征着以周恩来为首的中国共产党人在此培育的红岩精神坚如磐石。
红岩革命纪念馆下辖：
- 中共中央南方局暨八路军重庆办事处旧址（红岩村）：红岩村13号
- 周公馆：曾家岩50号
- 中共代表团驻地旧址：中山三路
- 桂园：中山四路
- 《新华日报》总馆：化龙桥化龙新村
- 《新华日报》营业部旧址：民生路[5][2]。

## 图集

纪念馆外的群雕像
纪念馆内的南方局打字机
纪念馆中的重庆大轰炸再现
纪念馆中的毛泽东塑像